# Crangon crangon

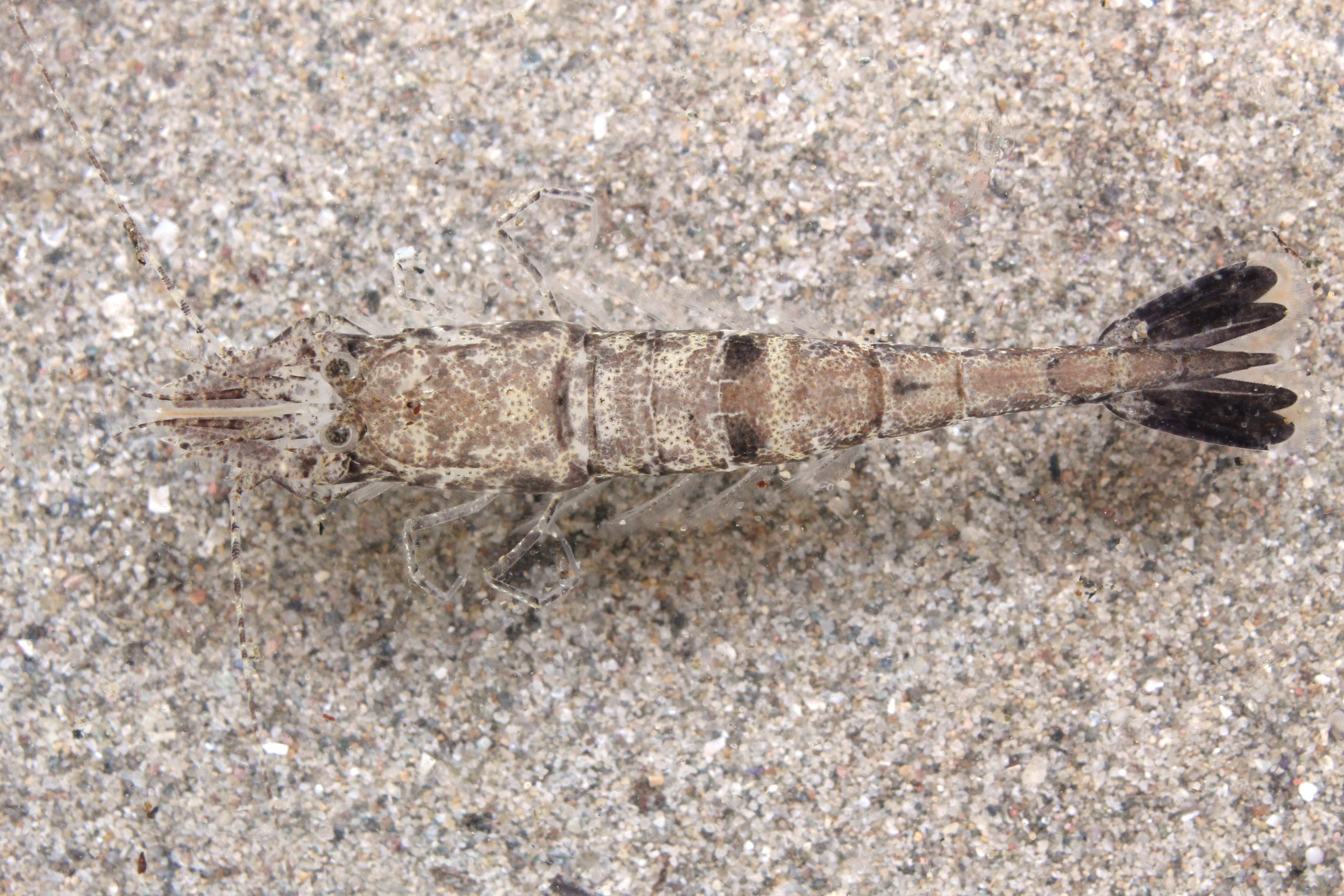
C. crangon en la arena.

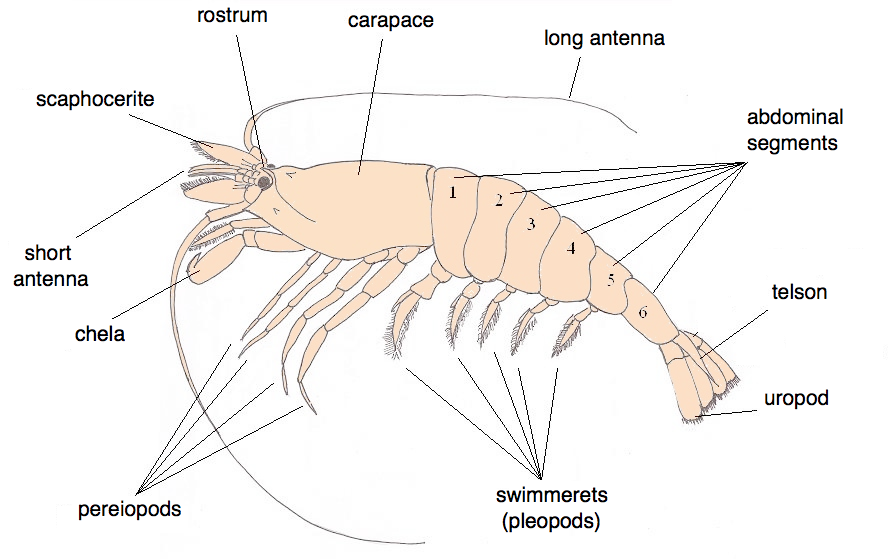
Anatomía externa de C. crangon

El camarón, gamba o quisquilla gris (Crangon crangon) es una especie de camarón de la familia Crangonidae, orden Decapoda. Llega a medir hasta un decímetro de longitud.
Habita en las arenas de las playas donde se protege de los pájaros, pescados y demás depredadores. De ello le viene el nombre de camarón, esquila, gamba o quisquilla de arena con el que también es conocido comúnmente.
Es posible encontrarlo en todas las costas europeas y es muy degustado sobre todo en los mares del norte en donde se le da diferentes nombres: Strandgarnele, Porre, Knat, Granat o (Nordsee-) Krabben.

## Gastronomía

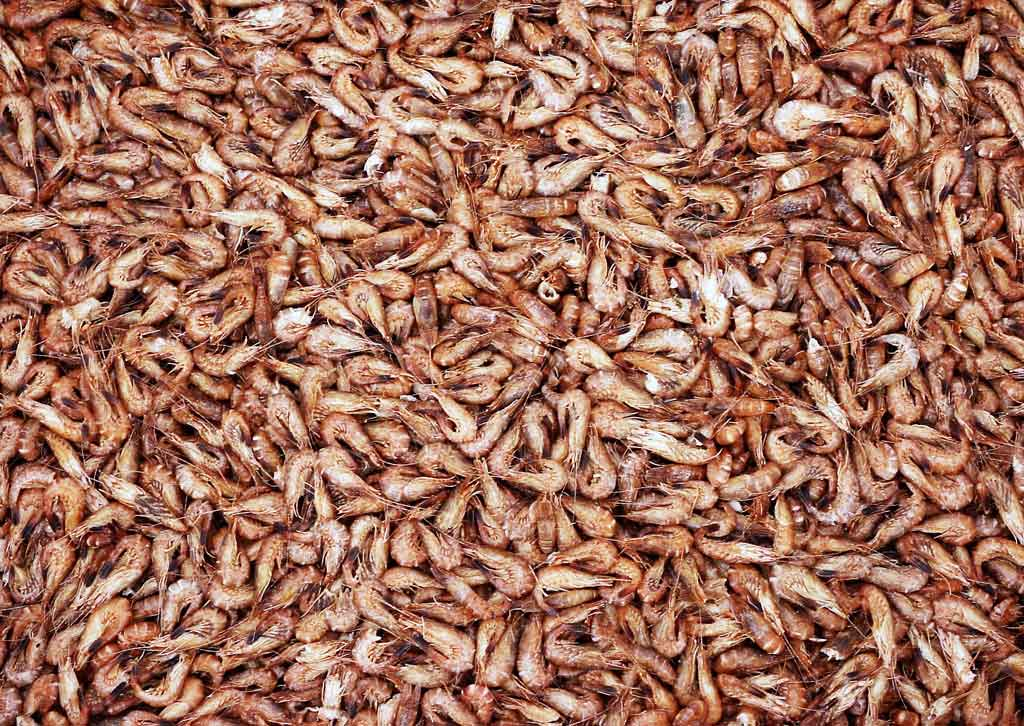
Una caja llena de gambas grises para consumo.

Este tipo de marisco es muy apreciado en la cocina alemana septentrional (Cocina de Schleswig-Holstein), así como en la holandesa, pues posee un sabor característico. En estos lugares se denominan Nordseekrabben/Nordseegarnelen.
En estos lugares suele comerse cocido, su carne es un poco más dura que la de una gamba y posee en su lomo unas rayas negras características que le identifican. En el norte de Alemania suele desayunarse acompañado de pan y mahonesa sobre una rebanada de pan o sobre un brötchen (panecillo); su preparación es muy simple, se mondan unos cuantos y se van colocando suficientes en una especie de bol hasta que se llega a tener la cantidad adecuada como para ser mezclados con la mahonesa y ser puestos sobre el pan. Se trata de un desayuno muy tradicional de esta zona.

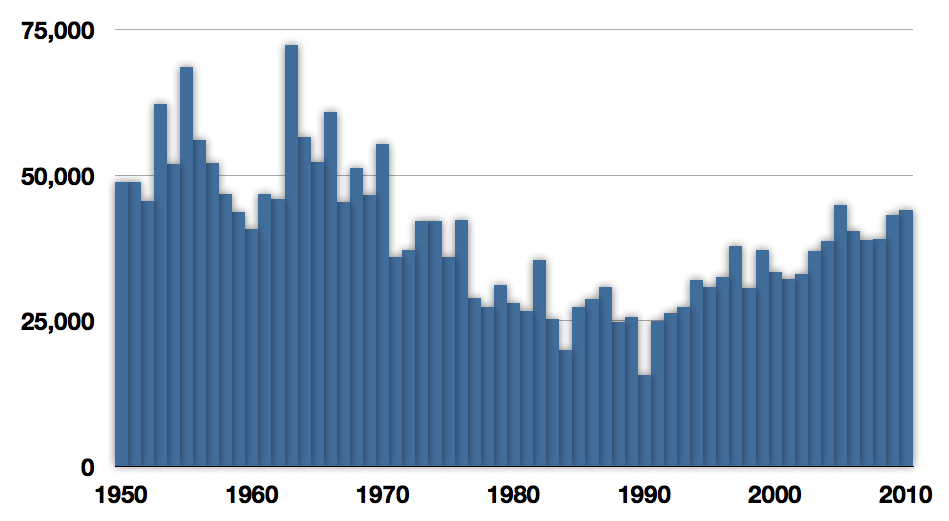
Captura global de Crangon crangon en toneladas registradas por la FAO, 1950–2010

## Consumo
Se capturaron cerca de 37.000 toneladas de estos crustáceos en 1999, que se consumieron principalmente en Alemania (es muy celebrado el uso de este crustáceo en la Gastronomía de Baja Sajonia como desayuno) y Holanda con el 80% del consumo total.